# Limonium album
Limonium album är en triftväxtart som först beskrevs av Auguste Henri Cornut de Coincy, och fick sitt nu gällande namn av fader Sennen. Limonium album ingår i släktet rispar, och familjen triftväxter. Inga underarter finns listade i Catalogue of Life.